# Eva Gabrielsson
 (décembre 2016).
Eva Gabrielsson (née le 17 novembre 1953 dans le comté de Västerbotten) est une architecte, femme de lettres, militante politique et féministe suédoise. Elle a été la compagne du journaliste et auteur de romans à suspense Stieg Larsson.

## Biographie

### Vie commune avec Stieg Larsson
Eva Gabrielsson et Stieg Larsson ont eu une vie commune de 1974 à 2004, année de la mort de Larsson. Ce dernier était l'un des experts de premier plan sur les mouvements antidémocratiques, d'extrême droite et néonazis en Suède. Elle a déclaré ne pas l'avoir épousé car il était persuadé que ses travaux anti-fascistes auraient pu l'exposer si un document officiel établissait entre eux un lien légal ou financier. Parce qu'ils n'étaient pas mariés, Larsson mort sans testament, son héritage revint à son frère et à son père conformément à la loi suédoise. Larsson s'était toutefois quelque peu éloigné de son père Erland et de son frère Joakim car il avait passé neuf années heureuses de son enfance auprès de ses grands parents dans le nord de la Suède,. « C'est comme si mon identité avait été effacée. C'est comme être dépossédée » (« It is as if my identity has been erased. It’s like being dispossessed », a déclaré Eva Gabrielsson à une journaliste canadienne en 2010. 

### Carrière d'écrivain et d'architecte, activités politiques
Comme écrivain, en plus de sa collaboration avec Stieg Larsson sur ses projets littéraires, elle est coautrice de plusieurs ouvrages, parmi lesquels un essai sur la cohabitation en Suède, une étude du gouvernement suédois sur les moyens de parvenir à un habitat durable, et une étude à paraître sur l'urbaniste suédois Per Olof Hallman. Elle est aussi l'auteure d'une traduction en suédois du roman de Philip K. Dick Le Maître du Haut Château. En politique, elle est fortement engagée dans la lutte contre la violence envers les femmes.
Ses travaux d'architecte comprennent principalement la construction de logements et de bureaux. Elle dirige une initiative de l'Union européenne visant à promouvoir une architecture durable en Dalécarlie.